# Perissus rhabdotus
Perissus rhabdotus är en skalbaggsart som beskrevs av Duffy 1952. Perissus rhabdotus ingår i släktet Perissus och familjen långhorningar. Inga underarter finns listade i Catalogue of Life.